# Initiative populaire « pour une protection efficace de la maternité »
L'initiative populaire  « pour une protection efficace de la maternité » est une initiative populaire suisse, rejetée par le peuple et les cantons le 2 décembre 1984.

## Contenu
L'initiative propose de créer cinq nouveaux alinéas à l'article 34quinquies de la Constitution fédérale créant une assurance maternité obligatoire et générale garantissant en particulier un congé maternité de 16 semaines et un congé parental de 9 mois. Cette assurance serait financée par des cotisations salariales prises en charge à parts égales par l'employeur et l'employé.
Le texte complet de l'initiative peut être consulté sur le site de la Chancellerie fédérale.

## Déroulement

### Contexte historique
Depuis l'acceptation populaire le 4 février 1912 de la loi fédérale du 13 juin 1911 sur l'assurance en cas de maladie et d'accidents, la couverture des frais liés à la maternité sont couverts par l'assurance maladie.
En 1942, une initiative populaire « Pour la famille » demandant l'instauration d'une assurance maternité séparée de l'assurance maladie est déposée ; elle est cependant retirée à la suite de la présentation par le gouvernement d'une contre-projet direct qui est approuvé en votation le 25 novembre 1945. À la suite de cette votation, le gouvernement propose un projet de loi instaurant une assurance-maternité facultative ; ce projet, inclus dans une révision plus large de l'assurance maladie, est cependant supprimé de la proposition finale du 13 mars 1964 qui se contente d'améliorer les prestations minimales déjà prévues.
Par la suite, plusieurs tentatives de modification de l'assurance-maladie échouent en votation populaire. En particulier, une nouvelle initiative populaire « pour une meilleure assurance-maladie » est retirée en faveur d'un contre-projet ; à nouveau, le 8 décembre 1974, ce contre-projet est refusé en votation. En parallèle, plusieurs interventions parlementaires dont déposées soit pour étendre les prestations de l'assurance-maladie pour la maternité, soit par l'introduction d'une assurance spéciale.
En lançant cette initiative, les proposants avancent comme principal argument le fait que le mandat, confié à la Confédération en 1945 et visant à instituer une assurance maternité, n'est pas encore réalisé ; ils dénoncent le fait que « es quelques dispositions actuelles sur la protection de la maternité sont disséminées dans différents textes de loi » tout en affirmant que « la réglementation en vigueur en Suisse, si on la compare aux régimes qui prévalent à l'étranger, notamment en Europe, s'avère tout à fait insuffisante; elle est même l'une des plus mauvaises ».

### Récolte des signatures et dépôt de l'initiative
La récolte des 100 000 signatures nécessaires a débuté le 31 octobre 1978. Le 21 janvier 1980, l'initiative a été déposée à la chancellerie fédérale qui l'a déclarée valide le 18 février.

### Discussions et recommandations des autorités
Le parlement et par le Conseil fédéral ont recommandé le rejet de cette initiative. Dans son messages aux Chambres fédérales, le gouvernement reconnaît la nécessité de « réviser les dispositions légales sur l'assurance-maternité » ; il remet cependant en cause certains points demandés par l'initiative, dont en particulier le congé parental « qui ne sauraient actuellement devenir réalité pour des considérations d'ordre pratique et financier ».
De plus, le Conseil fédéral préconise la voix législative plutôt que la voix constitutionnelle pour instaurer une assurance maternité. Il présente donc, comme contre-projet indirect, une modification de la loi sur l'assurance maladie pour y inclure certaines des propositions de l'initiative.

### Votation
Soumise à la votation le 2 décembre 1984, l'initiative est refusée par la totalité des 20 6/2 cantons et par 84,2 % des suffrages exprimés. Le tableau ci-dessous détaille les résultats par cantons :

## Effets
Après ce refus populaire et les refus suivants le 6 décembre 1987 et le 13 juin 1999, ce n'est finalement qu'en 2004 que le peuple approuve la création d'une assurance-maternité qui définit, en particulier, un congé maternité de 14 semaines pendant lequel la femme enceinte touche 80 % de son salaire.